# Thiên thể Troia

Các điểm Troia được đánh dấu L4 và L5, màu đỏ, trên quỹ đạo của thiên thể xanh bay quanh thiên thể vàng. L4 và L5 là hai trong số 5 điểm Lagrange.

Trong thiên văn học, một thiên thể Troia là một tiểu hành tinh hoặc vệ tinh tự nhiên có cùng quỹ đạo với hành tinh hoặc thiên thể lớn hơn, khi bay quanh sao hoặc bay quanh một thiên thể lớn khác, trong đó khoảng cách giữa tiểu hành tinh hoặc vệ tinh đến hành tinh hoặc thiên thể lớn hơn gần như không đổi trong quá trình chuyển động trên quỹ đạo. Các thiên thể Troia thường nằm ở điểm Lagrange cân bằng bền – được đặt tên là L4 và L5, còn được gọi là điểm Troia – nằm ở khoảng 60° trước và sau thiên thể lớn hơn trên quỹ đạo. Các điểm Troia là hai trong số năm điểm Lagrange, và thiên thể Troia là một trường hợp riêng của thiên thể Lagrange, và là một loại cấu hình cùng quay.
Cấu hình của hệ thống chứa thiên thể Troia gồm có: một thiên thể khối lượng lớn nhất ở trung tâm, ví dụ như một ngôi sao, một thiên thể nhỏ hơn nhiều quay quanh khối tâm của hệ hai thiên thể, ví dụ như một hành tinh, và thiên thể Troia là thiên thể có khối lượng nhỏ hơn cả và nhỏ hơn nhiều so với hai thiên thể trên. Khi nằm ở một trong các điểm Lagrange, thiên thể Troia chịu lực hấp dẫn của hai thiên thể lớn hơn, theo phương xuyên qua khối tâm của hai thiên thể lớn hơn. Do đó, nó quay với cùng chu kỳ như với thiên thể lớn thứ hai (hành tinh trong ví dụ trên), và cấu hình này có thể bền vững theo thời gian.
Trong Hệ Mặt Trời, các thiên thể Troia của Sao Mộc chiếm đa số trong các các thiên thể Troia đã được biết đến. Chúng nằm trong hai nhóm: nhóm Hy Lạp (ở điểm Lagrange L4) đi ở phía trước Sao Mộc, và nhóm Troia (ở điểm Lagrange L5) đi ở phía sau Sao Mộc trên quỹ đạo. Hơn 6000 thiên thể Troia của Sao Mộc đã được phát hiện và trên dưới một triệu thiên thể Troia của Sao Mộc có kích thước lớn hơn một kilomet được cho là tồn tại, trong khi số lượng thiên thể Troia đã được tìm thấy của Sao Hỏa (4 cho đến 2017) và Sao Hải Vương (17 cho đến 2017) nhỏ hơn hẳn. Các tính toán về động lực học quỹ đạo của Sao Thổ và Sao Thiên Vương cho thấy chúng có thể không có các thiên thể Troia nguyên thủy. Việc phát hiện ra thiên thể Troia của Trái Đất, 2010 TK7, đã được công bố bởi NASA năm 2011.
Thuật ngữ vệ tinh Troia để chỉ các vệ tinh nằm gần điểm Troia của một vệ tinh lớn hơn. Các vệ tinh Troia đã biết đều là các vệ tinh tự nhiên của Sao Thổ. Telesto và Calypso là các vệ tinh Troia của Tethys; và Helene cùng Polydeuces là các vệ tinh Troia của Dione. Cũng có khái niệm hành tinh Troia, trên lý thuyết nằm ở gần điểm Troia của một hành tinh khác lớn hơn. Hệ các hành tinh cùng quay trên quỹ đạo như vậy được cho là tồn tại trong các hệ sao khác, nhưng các khẳng định về sự tồn tại của các hệ cùng quay như vậy ở bên ngoài Hệ Mặt Trời đã được rút lại.

## Lịch sử quan sát và tên gọi

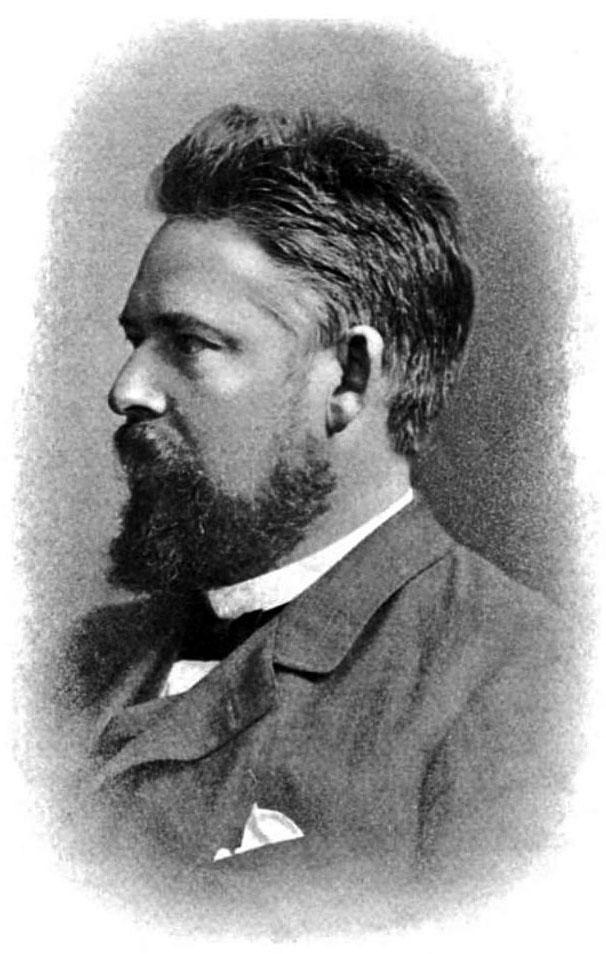
Maximilian Franz Joseph Cornelius Wolf (1890) — người đã khám phá ra thiên thể Troia đầu tiên.

Năm 1772, nhà toán học sinh ra ở Ý là Joseph-Louis Lagrange, khi nghiên cứu bài toán ba vật thể, tiên đoán rằng các vật thể nhỏ có cùng quỹ đạo với hành tinh lớn hơn, trong chuyển động cùng quay quanh một ngôi sao, sẽ bị bẫy tại các vị trí cân bằng bền ở góc 60° phía trước và phía sau hành tinh. Vật thể bị bẫy tại đây sẽ chuyển động chậm quanh điểm cân bằng theo quỹ đạo nòng nọc hoặc quỹ đạo móng ngựa. Các điểm cân bằng được gọi là điểm Lagrange L4, phía trước hành tinh, và L5 phía sau hành tinh.. Hơn một thế kỷ sau khi Lagrange đưa ra giả thuyết trên, tiểu hành tinh bị bẫy tại điểm Lagrange đã được quan sát lần đầu tiên, và nằm ở điểm Lagrange của Sao Mộc.
E. E. Barnard phát hiện ra một vật thể như vậy, (12126) 1999 RM11 (được đặt tên là A904 RD vào thời điểm đó), năm 1904, nhưng ông và các nhà khoa học khác chưa nhận ra được ý nghĩa của phát hiện này. Barnard đã cho rằng ông quan sát được vệ tinh tự nhiên của Sao Thổ Phoebe, có kích thước chỉ hai phút cung trên bầu trời vào thời điểm đó, hoặc một tiểu hành tinh thông thường nào đó. Vật thể này vẫn chưa được định danh rõ ràng cho đến khi quỹ đạo của nó được tính toán vào năm 1999.
Khám phá về vật thể nằm ở điểm Lagrange cân bằng bền đầu tiên, được chấp nhận rộng rãi là bởi Max Wolf ở Đài thiên văn Bang Heidelberg-Königstuhl vào tháng 2 năm 1906. Wolf đã phát hiện ra một tiểu hành tinh nằm ở điểm Lagrange L4 trong hệ thống Mặt Trời–Sao Mộc, sau này được đặt tên là 588 Achilles. Trong các năm 1906 và 1907 hai vật thể có tính chất tương tự được tìm thấy bởi nhà thiên văn Đức August Kopff (624 Hektor và 617 Patroclus). Hektor, giống Achilles, nằm ở vùng gần L4 đi trước Sao Mộc trên quỹ đạo quanh Mặt Trời, còn Patroclus là tiểu hành tinh đầu tiên được phát hiện nằm ở điểm Lagrange L5 đi sau Sao Mộc trên quỹ đạo quanh Mặt Trời. Đến năm 1938, 11 vật thể nằm ở các điểm Lagrange của Sao Mộc đã được quan sát. Con số này tăng chậm lên 14 vào năm 1961. Khi thiết bị quan sát được cải tiến, tốc độ khám phá tăng nhanh: đến tháng 1 năm 2000, 257 đã được phát hiện; đến tháng 5 năm 2003, con số này đã lên 1600. Đến tháng 2 năm 2014 đã có 3898 vật thể được biết nằm ở điểm L4 của Sao Mộc và 2049 vật thể đã được tìm thấy ở điểm L5 của Sao Mộc,
Theo đề xuất của Johann Palisa ở Vienna, các tiểu hành tinh được phát hiện nằm ở các điểm Lagrange L4 và L5 của Sao Mộc sẽ được đặt tên theo các anh hùng nổi tiếng trong chiến tranh thành Troia - Palisa là người đầu tiên tính toán được một cách chính xác quỹ đạo của các tiểu hành tinh này. Các tiểu hành tinh nằm ở gần điểm L4 được đặt tên theo các vị anh hùng Hy Lạp cổ đại - là một phe trong chiến tranh thành Troia. Do đó vùng gần L4 được gọi là "nhóm Hy Lạp" (hoặc "nhóm Achilles"). Các tiểu hành tinh nằm ở gần điểm L5 được đặt tên theo các vị anh hùng của thành Troia - là phe còn lại trong chiến tranh thành Troia. Như vậy vùng gần L5 được gọi là "nhóm Troia". Hai tiểu hành tinh 617 Patroclus và 624 Hektor được đặt tên trước khi quy tắc trên được đưa ra, dẫn đến cách gọi gián điệp Hy Lạp trong nhóm Troia và gián điệp Troia trong nhóm Hy Lạp.
Vì các tiểu hành tinh ở các điểm Lagrange của Sao Mộc đều được đặt tên theo các vị anh hùng tham gia chiến tranh thành Troia, chúng được gọi chung là các tiểu hành tinh Troia. Sau này, khi các thiên thể nằm ở các điểm Lagrange cân bằng bền của các hành tinh và thiên thể khác được phát hiện, thuật ngữ được mở rộng thành thiên thể Troia để gọi chung các vật thể như vậy. Chúng được tìm thấy ở các điểm Lagrange của Sao Hải Vương, Sao Hỏa, Trái Đất, Sao Thiên Vương, và Sao Kim. Các hành tinh vi hình nằm ở gần các điểm Lagrange của các hành tinh không phải là Sao Mộc còn được gọi là hành tinh vi hình Troia hay hành tinh vi hình Lagrange.

## Trong Hệ Mặt Trời
| Các thiên thể Troia của Sao Mộc | Vành đai tiểu hành tinh | Nhóm tiểu hành tinh Hilda |

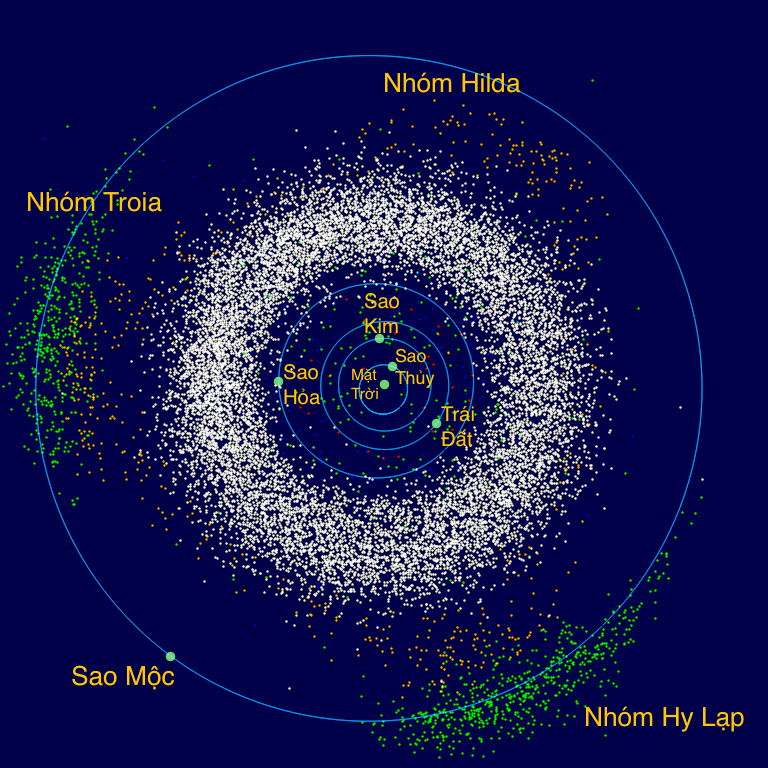
Các thiên thể Troia của Sao Mộc ở trước và sau Sao Mộc trên quỹ đạo; còn vành đai tiểu hành tinh nằm giữa quỹ đạo Sao Hỏa và Sao Mộc; cùng nhóm tiểu hành tinh Hilda.

Số lượng các thiên thể Troia của Sao Mộc được cho là nhiều như số tiểu hành tinh trong vành đai tiểu hành tinh.
Bốn thiên thể Troia của Sao Hỏa đã được biết đến: 5261 Eureka, (101429) 1998 VF31, (121514) 1999 UJ7 – đây là thiên thể duy nhất ở điểm L4 của Sao Hỏa, và (311999) 2007 NS2,. Ngoài ra cũng có 2001 DH47, 2011 SC191, và 2011 UN63, chưa được chấp nhận bởi Trung tâm Hành tinh Vi hình.
17 thiên thể Troia của Sao Hải Vương đã được quan sát, tuy nhiên số các thiên thể Troia lớn của Sao Hải Vương có thể nhiều hơn so với Sao Mộc tới một bậc độ lớn.
2010 TK7 đã được công nhận là thiên thể Troia của Trái Đất đầu tiên, vào năm 2011. Nó nằm ở điểm Lagrange L4, đi trước Trái Đất trên quỹ đạo.
2011 QF99 đã được xác nhận là thiên thể Troia của Sao Thiên Vương đầu tiên, vào năm 2013. Nó nằm ở điểm Lagrange L4 của Sao Thiên Vương. Thiên thể Troia thứ hai của Sao Thiên Vương, 2014 YX49, được công bố vào năm 2017.
2013 ND15 là thiên thể Troia đầu tiên của Sao Kim, đã được quan sát. Tuy nhiên nó không tồn tại lâu dài trên quỹ đạo của thiên thể Troia.
Các tiểu hành tinh Ceres và Vesta cũng có các thiên thể Troia không tồn tại lâu dài.

## Độ ổn định quỹ đạo
Tính ổn định của hệ thống sao-hành tinh-thiên thể Troia phụ thuộc vào mức độ nhiễu loạn lực hấp dẫn do các vật thể lân cận gây ra. Nhiễu loạn càng mạnh thì quỹ đạo của thiên thể Troia càng khó ổn định lâu dài.
Hệ thống sẽ nằm trong trạng thái cân bằng bền lâu dài nếu m1 > 100m2 > 10,000m3, với m1, m2, và m3 lần lượt là khối lượng của sao, hành tinh và thiên thể Troia.
Cụ thể hơn, với quỹ đạo tròn quanh sao, điều kiện để đạt ổn định lâu dài là 27(m1m2 + m2m3 + m3m1) < (m1 + m2 + m3)2. Nếu thiên thể Troia là vô cùng bé, m3→0, thì giới hạn dưới của m1/m2 là 25+√621/2 ≈ 24.9599. Nếu khối lượng của sao là vô cùng lớn, m1→+∞, thì trong điều kiện của cơ học cổ điển, hệ thống luôn cân bằng bền bất kể khối lượng của hành tinh và thiên thể Troia có như nào. Còn nếu m1/m2 = m2/m3, thì cả hai cần lớn hơn 13+√168 ≈ 25,9615. Tuy nhiên các công thức này chỉ đúng cho bài toán ba vật thể, khi xuất hiện vật thể thứ tư hoặc các vật thể khác nữa, ngay cả khi nằm ở xa hoặc có khối lượng nhỏ, cần các tỷ số lớn hơn để đảm bảo sự ổn định lâu dài của hệ sao-hành tinh-thiên thể Troia.